# Estación de Fondo de Benaguasil
Fondo de Benaguasil (anteriormente Benaguasil 1r) es una estación de la línea 2 de Metrovalencia.
Se encuentra en la carretera de Benaguacil-La Pobla Vallbona, en el término municipal de Benaguacil.
Por obras de duplicación de vía en Fuente del Jarro, del 28 de marzo al 24 de diciembre de 2024, permaneció suspendido el servicio en el tramo Llíria-Paterna.